# Bernard Deacon
Arthur Bernard Deacon (1903-1927) fue un antropólogo social que recogió información importante sobre las islas de Malakula y Ambrym, en las Nuevas Hébridas, que forman ahora parte de Vanuatu.
Deacon nació en Nicolaiev, hoy en Ucrania, donde su padre, inglés, trabajaba para una empresa naviera, y a los trece años se le remitió a completar su educación a Inglaterra. Deacon se graduó en el Trinity College de la Universidad de Cambridge, donde obtuvo una subvención para estudiar la isla de Malakula. Llegó allí en enero de 1926, y allí falleció el 12 de marzo de 1927 de insuficiencia cardíaca, como secuela de una fiebre de las aguas negras.
De carácter emprendedor, se ha subrayado que pese a que su contrato era para estudiar Malakula solamente, aprovechó una fortuita espera a su arribo a Espíritu Santo para entablar relaciones con diversos indígenas, las cuales pronto aprovechó para ensanchar su área de estudio. Su trabajo fue póstumamente editado como etnografía por Camilla Wedgwood en 1934.  El célebre libro ha sido una valiosa fuente para etnógrafos posteriores e incluso para los actuales isleños, pese a que Margaret Patterson ha reinterpretado radicalmente la evidencia de Deacon acerca del sistema matrimonial de Ambrym.
Deacon había conocido a Margaret Gardiner, colega estudiantil, durante más de un año antes de dejar Cambridge, pero sólo empezaron su relación la noche anterior a su partida. Pese a una intensa correspondencia, y planes de mudarse a Australia para vivir como pareja, nunca más se vieron. Gardiner publicó sus memorias sobre Deacon en 1984: Footprints on Malekula.

## Obras
- A. B. Deacon, Nota sobre Algunas Islas de las Nuevas Hébridas. Revista del Real Instituto Antropológico de Gran Bretaña e Irlanda 59:461–515 (1929), ed. C. Wedgwood.
- A. B. Deacon, Malekula: A Vanishing People of the New Hebrides (Malekula: un pueblo en desaparición de las Nuevas Hébridas), ed. C. Wedgwood, Londres, G. Routledge and Son, 1934.[4]
- A. B. Deacon, ‘El control de matrimonio en Ambrym', Revista del Instituto Antropológico Real, 57 (1927)
- A. B. Deacon, '4 Dibujos Geométricos de Malekula y Otras Islas del Nuevos Hebrides.' Revista del Instituto Antropológico Real de Gran Bretaña e Irlanda 64:129–175. (1934)